# Kohei Kawata
Kohei Kawata (født 13. oktober 1987) er en japansk fodboldspiller, som spiller for den japanske fodboldklub Ventforet Kofu.